# El rey león 3: Hakuna Matata
El rey león 3: Hakuna Matata (The Lion King 1½ en su versión original en inglés) es un largometraje de animación producido por DisneyToon Studios y lanzado directamente para vídeo en 2004. La película está dirigida por Bradley Raymond, producida por George A. Mendoza y Jason Van Borssum, con un guion de Tom Rogers y música a cargo de Don Harper. Las voces de la versión original están interpretadas, entre otros, por Nathan Lane, Ernie Sabella y Matthew Broderick. Es una paracuela de El rey león (1994), desde el punto de vista de Timón y Pumba, quienes siempre estuvieron presentes en todos los hechos que ocurrieron, durante la misma.

## Argumento
La película está narrada a través de las perspectivas de Timón y Pumba que ven su versión de El rey león en una sala de cine, de vez en cuando paran la grabación para hablar entre ellos. Timón muestra su historia de fondo, revelando su colonia de suricatas en las afueras de las praderas. Tras un descuido mientras se encontraba a cargo de vigilar la zona en caso de encontrar depredadores, pone en peligro a su colonia, provocando que las hienas (Shenzi, Banzai y Ed) casi devoren a su tío Max, logrando que nadie en la colonia confíe en él. Timón triste por no encontrar su lugar decide partir en busca de su felicidad. Se encuentra con el viejo y sabio mandril Rafiki, quien le enseña el «Hakuna Matata» y le dice que para encontrar lo que buscaba debía "mirar más allá de lo que ve" cosa que Timón realiza literalmente. Y al ver más allá logró ver la Roca del Rey pensando que sería un buen lugar para vivir, lugar en el que luego conocería a Pumba convirtiéndose en amigos instantáneamente.
Timón y Pumba llegan a la Roca del Rey durante la presentación de Simba. Sin embargo, Pumba le dice a Timón que no le gustan los lugares concurridos debido a su problema de gases, Pumba no logra aguantar más y suelta un poderoso gas que provoca que muchos animales se desmayen por el olor, el resto de los animales creen que se hacía en forma de reverencia hacia el futuro rey por lo que los demás se ponen de rodillas, a lo lejos se ve a al rey Mufasa y a Zazú observando como todos se arrodillaban ante el futuro rey. Timón y Pumba continúan buscando otros lugares para vivir, interceptando con otros eventos en la película, como el cementerio de elefantes, o la estampida de ñus que provocan las hienas, en la que ellos logran sobrevivir. Finalmente encuentran una vasta selva en la que deciden hacer su casa. Tiempo después encuentran a un pequeño cachorro de león, el príncipe Simba, y ambos deciden criarlo bajo la filosofía de "Hakuna matata".
Años más tarde, Nala aparece y se reúne con Simba, ahora adulto. Timón y Pumba intentan evitar que los dos leones se reencuentren y enamoren, pero fracasan en su plan. Cuando Simba decide ir a reclamar su trono, Nala informa a Timón y a Pumba que Simba fue a retar a su tío Scar. Pumba y Nala deciden ayudar a Simba pero Timón se niega a ir ya que egoístamente declara que tiene todo lo que siempre buscó y decide quedarse. Luego de que todos se marchasen, Rafiki aparece haciendo reflexionar a Timón, que se da cuenta por sí solo de su error, y decide ir a ayudar a sus amigos.
En la Roca del Rey, Timón y Pumba distraen a las hienas y en plena persecución se encuentran con la madre de Timón y Tío Max que los ayudan a hacer una trampa para deshacerse de todas las hienas. Simba acepta su lugar como rey de la sabana, agradeciendo a Timón y Pumba su ayuda. Timón se da cuenta de que su verdadera Hakuna Matata son sus amigos y familia. Timón y Pumba deciden volver a su selva, con los suricatos mudándose allí.
Al final, en el cine donde Timón y Pumba ven la película, otros personajes de la película y muchos personajes de otras películas de Disney se unen a Timón y Pumba para volverla a ver desde el principio, pero Pumba le dice a Timón que siguen sin gustarle los lugares concurridos.

## Personajes
- Timón: Es un suricato, protagonista de la película. Abandona los túneles (por un descuido que provoca que el túnel se caiga) de los suricatos por vigilar a sus amigos de las hienas (que también le salió mal). Timón va a buscar su lugar lejos de los túneles y las hienas, en el camino conoce a Pumba, un jabalí al que lo considera como un "conocido" pero después se hacen inseparables amigos, al final Timón encuentra su hogar perfecto. Junto a Pumba crio a un joven cachorro de león llamado Simba, pero cuando este se hace adulto, Timón y Pumba descubren que era rey, Timón se niega ayudar a su amigo a recuperar el trono, pero después decide ayudar a Simba.
- Pumba: Es un facóquero, coprotagonista de la película y mejor amigo de Timón. Fue desterrado de los facóqueros por su mal olor. Cuando conoció a Timón pensó que sería su amigo pero este solo le considera un "conocido". Tiempo después Timón pasa a considerarlo su mejor amigo. Su arma secreta es su mal olor. Hace que Timón recapacite para que vaya a ayudar a Simba.
- Simba: Protagonista de la película original, pero en esta parte tiene un papel más secundario. Desde que llegó se hace amigo de Timón y Pumba para olvidar todo lo que pasó (piensa que es el responsable de la muerte de su padre) pero cuando se hace adulto, la aparición de su padre en las nubes, le pide que regrese para convertirse en rey pero nunca olvida a sus nuevos amigos.
- Madre de Timón: Ha querido que Timón sea aceptado pero los suricatos, quienes lo rechazan. Por ello lo deja para que busque su lugar. Cuando se dio cuenta de que su hijo se encuentra en peligro decide ayudarle a derrotar a las hienas.
- Tío Max: Tío de Timón, al que siempre regaña por su torpeza. Adora excavar túneles. Él ayuda a su sobrino a derrotar a las hienas.
- Rafiki: Es un sabio mandril y gran amigo del rey Mufasa. Le aconseja a Timón con la frase "Para encontrar a Hakuna matata debe ver más allá lo que tú ves". En el inicio alternativo, dibuja a Timón delatando la verdadera historia.
- Shenzi, Banzai y Ed: Son tres hienas secuaces de Scar. Ellos reemplan a Scar como los villanos principales, puesto que tienen más apariciones, tratando de comerse a Timón, Pumba y los demás suricatos.
- Nala: Es la amiga de la infancia de Simba, su futura esposa y reina.
- Los Suricatos: Pequeños animales que lo único que hacen es cavar túneles para protegerse de las hienas.

Algunos personajes de la primera película tienen papeles menores haciendo simples cameos:
- Scar: El malvado tío de Simba, el hermano menor de Mufasa. Aunque es el villano principal de la primera película, él aparece como un villano secundario puesto que tiene breves apariciones.
- Mufasa: Padre de Simba, rey de las Tierras del Reino, el hermano mayor de Scar, el esposo de Sarabi.
- Zazú: Es un cálao, mayordomo de Mufasa y más tarde Simba.
- Sarabi: Madre de Simba, la esposa de Mufasa.

Algunos personajes de Disney que aparecen como espectadores al final de la película:
- Mickey Mouse
- Pato Donald
- Goofy
- Blancanieves
- Los siete enanitos
- Un hipopótamo de Fantasía
- Dumbo
- Hermano Blas de Canción del sur
- El Sombrerero loco
- Peter Pan
- Campanilla
- Los Niños perdidos
- Golfo y Reina
- Flora, Fauna y Primavera
- Mowgli
- Baloo
- Conejo de Winnie the Pooh
- Bella y Bestia
- Señora Potts y Chip
- Aladdín  y Jasmín
- Genio
- Alfombra mágica
- Pocahontas
- Quasimodo
- Hugo, Victor y Laverne
- Terk de Tarzán
- Stitch

## Reparto
| Personaje               | Actor de doblaje  | Actor de doblaje                       | Actor de doblaje          |
| ----------------------- | ----------------- | -------------------------------------- | ------------------------- |
| Timón                   | Nathan Lane       | Raúl Aldana                            | Alberto Mieza             |
| Timón (Canciones)       | Nathan Lane       | Raúl Carballeda                        | Óscar Mas                 |
| Pumba                   | Ernie Sabella     | Francisco Colmenero                    | Miguel Ángel Jenner       |
| Simba (Joven/Adulto)    | Matthew Broderick | Arturo Mercado                         | Sergio Zamora             |
| Simba (Niño)            | Matt Weinberg     | Memo Aponte Kalimba Marichal (archivo) | José Antonio Torrabadella |
| Nala                    | Moira Kelly       | María Fernanda Morales                 | Marta Barbará             |
| Rosario, Madre de Timón | Julie Kavner      | María Santander                        | Marta Padován             |
| Max, tío de Timón       | Jerry Stiller     | Álvaro Carcaño                         | Javier Viñas              |
| Rafiki                  | Robert Guillaume  | Genaro Vásquez                         | Ricky Coello              |
| Shenzi                  | Whoopi Goldberg   | Rosanelda Aguirre                      | María Dolores Gispert     |
| Banzai                  | Cheech Marin      | Jesús Barrero                          | Antonio García Moral      |
| Ed                      | Jim Cummings      |                                        |                           |
| Zazú                    | Edward Hibbert    | Eduardo Tejedo                         | Eduardo Doncos            |